# Ribaute
Ribaute (okzitanisch Ribauta) ist eine französische Gemeinde mit 264 Einwohnern (Stand 1. Januar 2022) im Département Aude in der Region Okzitanien. Sie gehört zum Arrondissement Narbonne und zum Kanton Les Corbières.

## Geographie
Das Gemeindegebiet wird vom Fluss Orbieu durchquert. An der nördlichen Grenze mündet sein Zufluss Mattes.
Nachbargemeinden von Ribaute sind Camplong-d’Aude im Nordosten, Tournissan im Südosten, Lagrasse im Südwesten und Montlaur im Westen.

## Bevölkerungsentwicklung
| Jahr      | 1962 | 1968 | 1975 | 1982 | 1990 | 1999 | 2013 |
| Einwohner | 284  | 285  | 254  | 232  | 190  | 227  | 290  |

## Sehenswürdigkeiten
- Romanische Kirche Saint-Sébastien
- Überreste der Ortsbefestigung
- Château d’Ardolou
- Château Ciceron